# القوة الوطنية

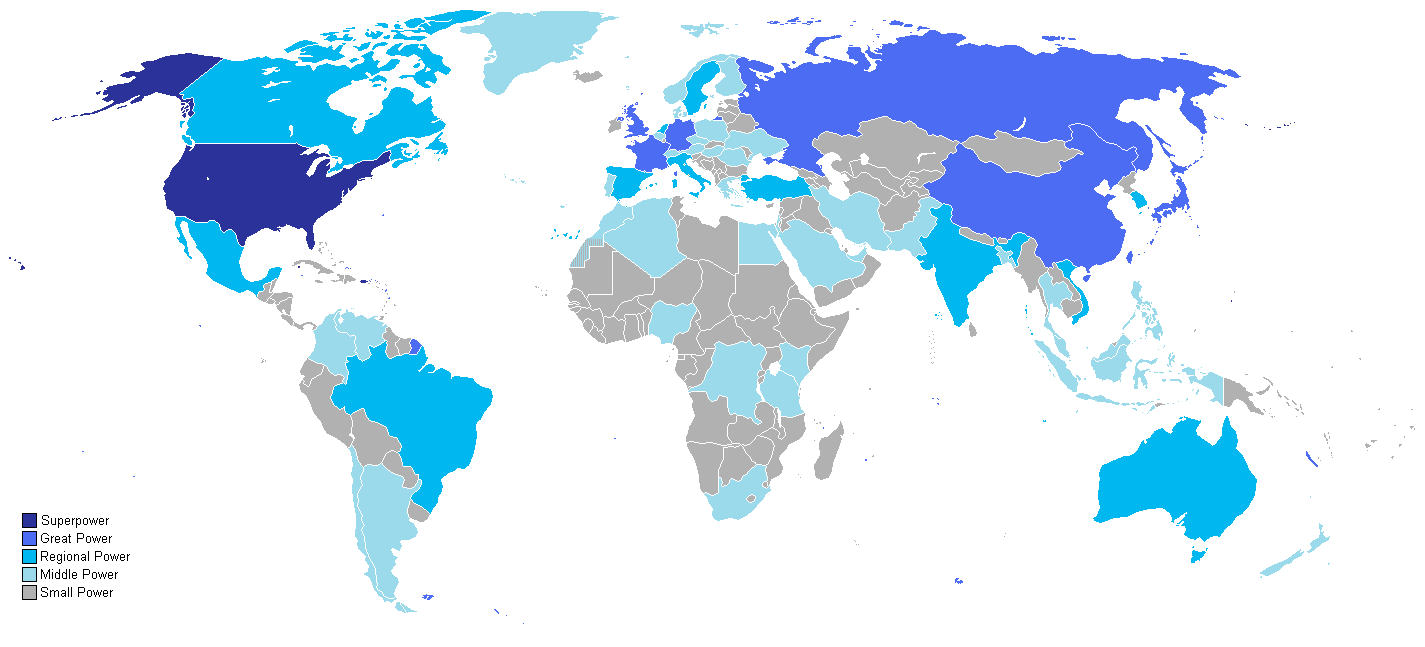

القوة الوطنية، (بالإنجليزية: National power)‏، تُعرَّف بأنها مجموع جميع الموارد المتاحة للأمة في السعي لتحقيق الأهداف الوطنية. يُعتبر تقييم السلطة الوطنية للكيانات السياسية مسألة ذات أهمية خلال العصور الكلاسيكية القديمة، والعصور الوسطى، وعصر النهضة، وعصرنا الحالي.

## عناصر القوة الوطنية
تنبع القوة الوطنية من عدة عناصر مختلفة، وتسمى أيضا الأدوات، أو السمات؛ قد يتم تصنيفها فيdaim على قابليتها للتطبيق: «الطبيعية»، و«الاجتماعية».
- الطبيعية:
  - الجغرافية
  - الموارد
  - تعداد السكان
- الاجتماعية:
  - الاقتصادية
  - السياسية
  - العسكرية
  - النفسية
  - المعلوماتية

### الجغرافيا
تلعب الجوانب المهمة للجغرافيا، مثل الموقع الجغرافي والمناخ والطوبوغرافيا، والحجم أدوارًا رئيسية في قدرة الأمة على اكتساب القوة الوطنية. الموقع له تأثير كبير على السياسة الخارجية للأمة، والعلاقة بين السياسة الخارجية، والموقع الجغرافي أدت إلى الانضباط، في الجغرافيا السياسية.